# Syllitus adonarensis
Syllitus adonarensis är en skalbaggsart som beskrevs av Jordan 1894. Syllitus adonarensis ingår i släktet Syllitus och familjen långhorningar. Inga underarter finns listade i Catalogue of Life.